# Eupithecia coccinea
Eupithecia coccinea es una especie de polilla de la familia Geometridae. La especie fue descrita por primera vez por András Mátyás Vojnits habiendo sido descrita en 1981, con distribución en Nepal y la India. El holotipo de la especie fue descrita en el sector de Jiri, Nepal, a una altitud de 2000 metros (6561,7 pies).